# Несучий гвинт

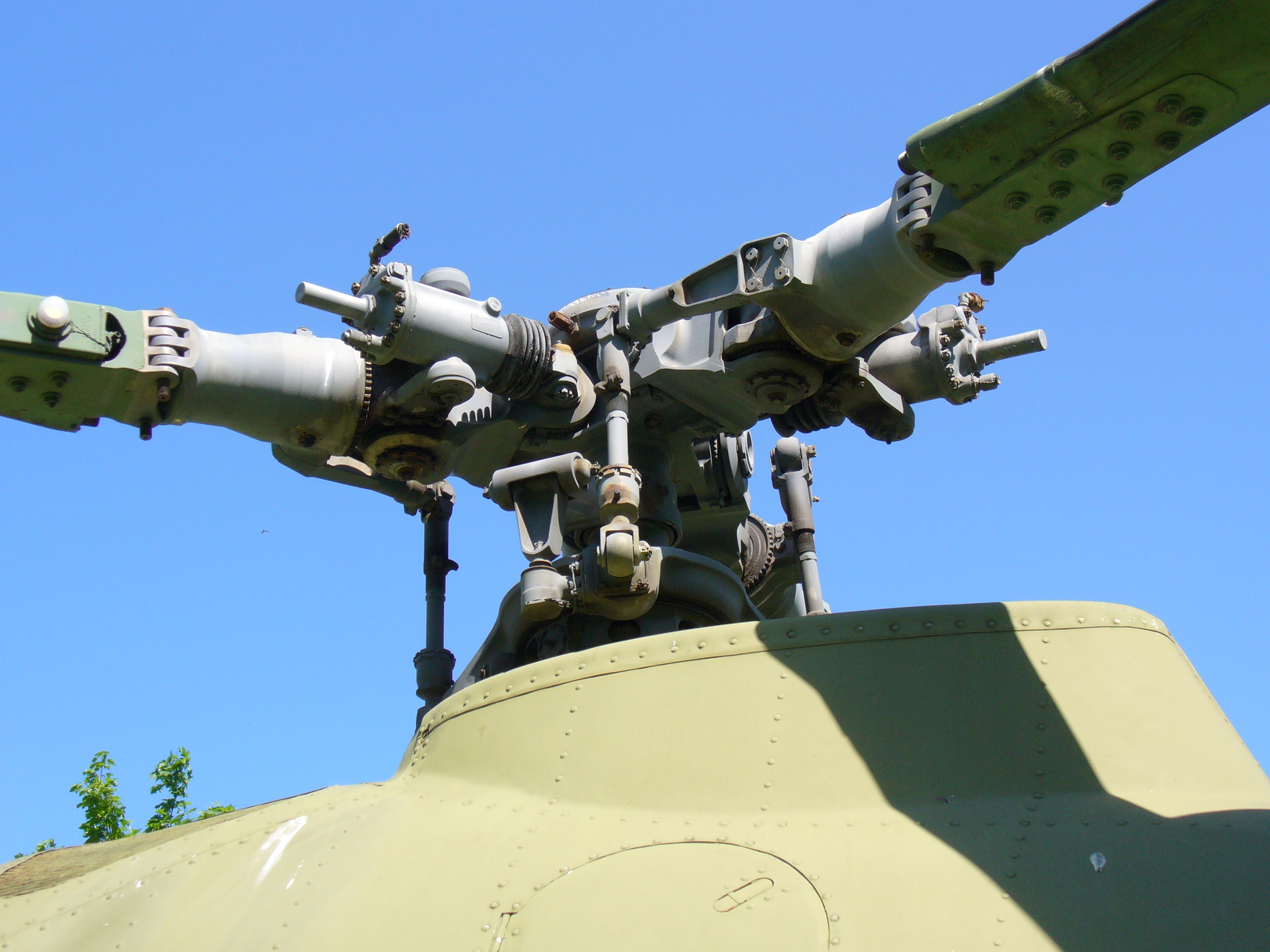
Тримальний гвинт гелікоптера Мі-2

Несу́чий гвинт, основни́й гвинт або носі́йний гвинт — тримальний повітряний гвинт з вертикальною віссю обертання, який забезпечує підіймальну силу літальному апарату (переважно гелікоптеру), дозволяючи виконувати зліт, зависання, керований горизонтальний політ і здійснювати посадку. Завдання такого гвинта — «нести» літальний апарат, що і зазначено в назві, але основним призначенням повітряного гвинта (що насамперед, вигідно відрізняє вертоліт від літака), є тримати машину в завислому стані на певній висоті.

Крім гелікоптерів, тримальні гвинти є у автожирів, гвинтокрилів, конвертопланів, мультикоптерів та в летючих платформ.

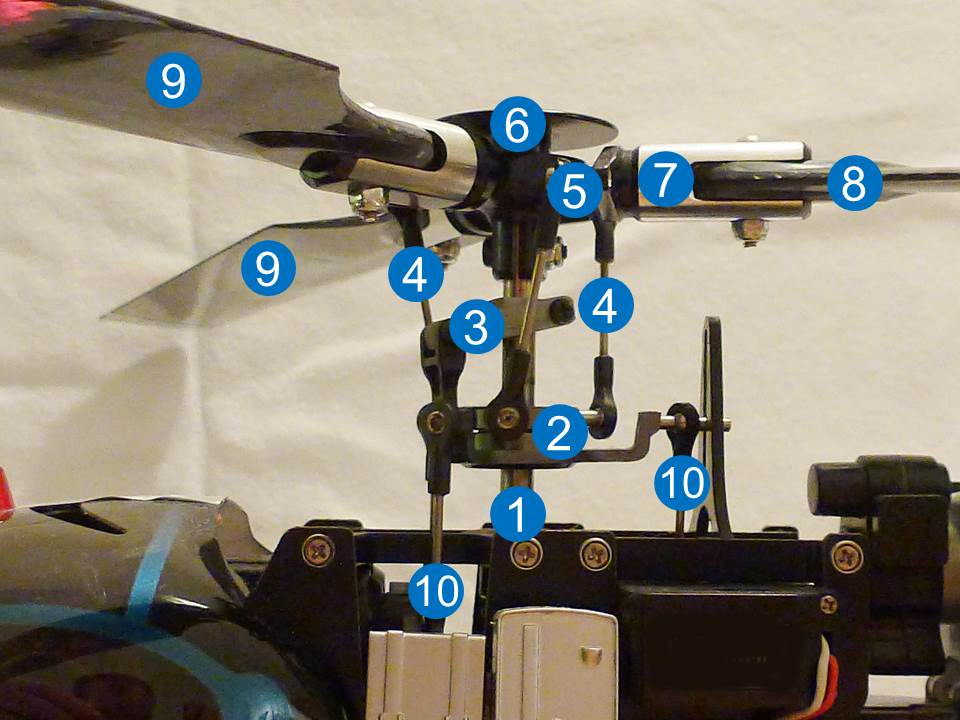
Головний гвинт: вал гвинта (1), шайба перекосу (2), тяги керування (4 і 10), головка гвинта з маточиною (6), тримачі лопатей гвинта з шарнірними з'єднаннями (7 і 8) і лопаті гвинта (9)

## Опис
Повітряний гвинт гелікоптера в загальних рисах складається з лопатей, втулки та шарнірів.
Система керування головним гвинтом, складається з автомата перекосу, з'єднаного з осьовими шарнірами лопатей гвинта за допомогою тяг (елементів, які передають поступальний рух). Поворот лопаті в осьовому шарнірі викликає зміну кута установки лопаті.
Кутом установки лопаті, називається кут між хордою лопаті і конструктивною площиною обертання. Чим більшим є цей кут, тим більшу підіймальну силу забезпечує лопать повітряного гвинта.
Переміщення шайби автомата перекосу вгору/вниз вздовж валу тримального гвинта призводить до одночасної зміни кутів установки всіх лопатей, тим самим регулюється потужність гвинта і, відповідно, висота висіння (польоту) літального апарата. Дана зміна називається загальним кроком гвинта.
Нахил шайби автомата перекосу відносно корпусу літального апарата, називається циклічним кроком і дозволяє керувати апаратом в поздовжньо-поперечній товщині (тангаж–крен).
Частота обертання головного гвинта, здебільшого, постійна, а зміна навантаження на гвинті автоматично врівноважується відповідною зміною потужності двигунів.
Є системи керування, в яких відсутні осьові шарніри лопатей. Наприклад, в моделях радіокерованих гелікоптерів змінюється нахил обертання всього гвинта, а не окремих лопатей. У варіантах тримальних гвинтів із сервозакрилками (синхроптери фірми Kaman Aircraft) змінюється кут установки закрилків, розташованих на задніх крайках лопатей.
Ділянки лопаті, розташовані ближче до осі обертання й які, відповідно, окреслюють кола меншого радіуса, мають меншу лінійну швидкість відносно повітря та створюють пропорційно меншу підіймальну силу. Для зменшення цього ефекту, профіль лопаті закручують таким чином, що її кут установки плавно збільшується за наближення до осі обертання, що дозволяє ділянкам з меншим радіусом обертання забезпечувати більшу підіймальну силу. Скрученість лопатей (різниця між кутом установки ділянок в корені та на кінці лопаті) може складати 6–12°.
З'єднання лопатей з валом може бути шарнірним, жорстким, напівжорстким і пружним. За шарнірного і пружного з'єднання, площина обертання головного гвинта не може бути відхилена відносно фюзеляжу гелікоптера, на відміну від напівжорсткого з'єднання.
Тримальний гвинт може мати від двох до восьми лопатей. Лопаті можуть бути дерев'яними, суцільнометалевими і композитними (склопластиковими). Композитні лопаті порівняно з суцільнометалевими, менш трудомісткі у виготовленні та мають значно більший ресурс, надійність і корозійну стійкість.
Часто лопаті виготовляються порожнистими, з закачаним всередину лопаті газом або повітрям під тиском. Падіння тиску всередині лопаті, яке вимірюється спеціальним 

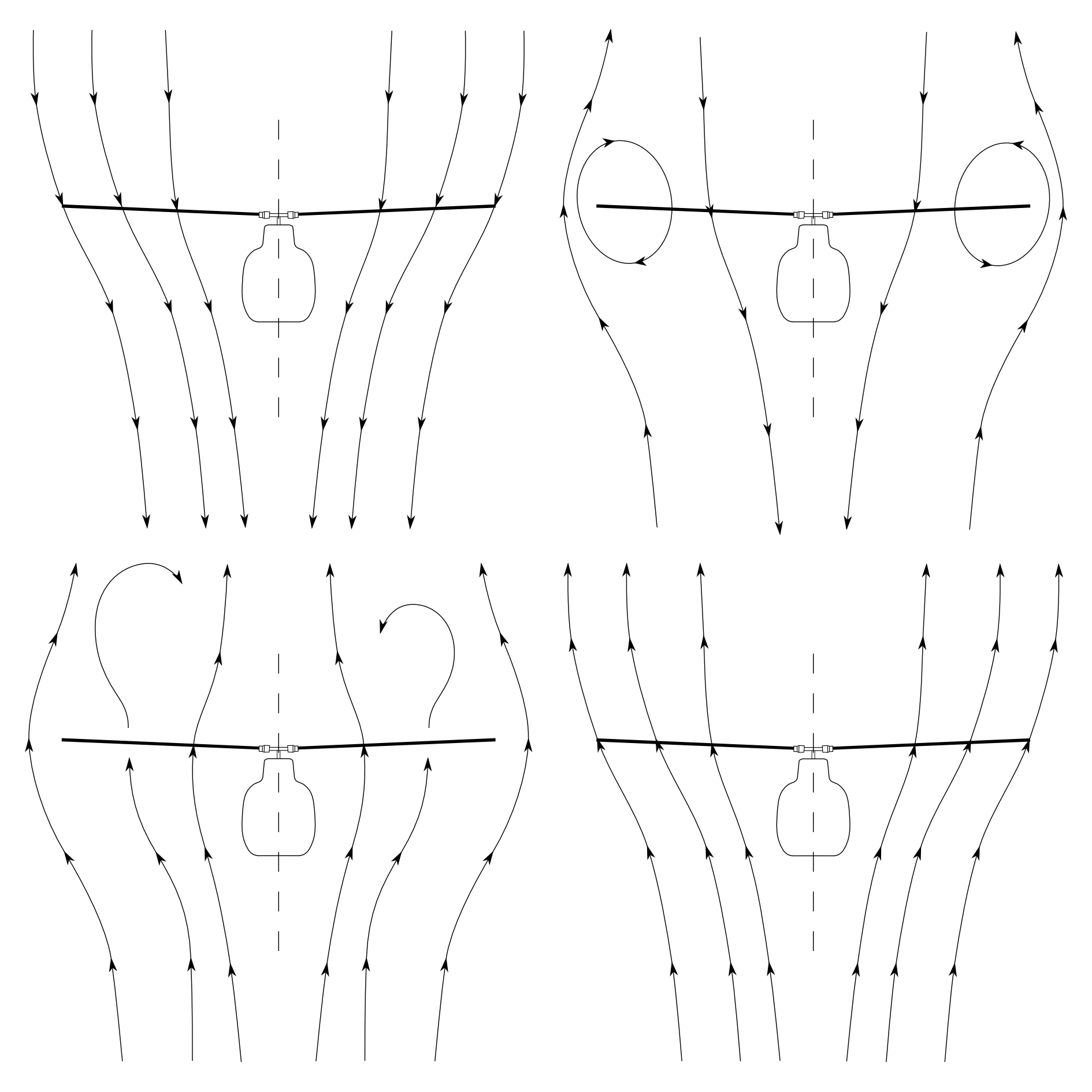
Робочі стани головного гвинта

датчиком, вказує про її пошкодження.
Для зменшення габаритів гелікоптера на стоянці або у разі базування в ангарах, на авіаносних кораблях і вертольотоносцях застосовуються складані повітряні гвинти. Складання може здійснюватися вручну або автоматично.
Для зниження рівня двигтіння, яке передається від тримального гвинта на фюзеляж, на його втулці або лопатях, встановлюються маятникові віброгасники. Для захисту від обмерзання лопаті гвинта обладнуються системами проти обмерзання.
Відомі різні схеми гелікоптерів. Більшість вертольотів у світі виконано за «класичною» схемою з одним тримальним гвинтом і кермовим гвинтом на хвостовій балці. Існують гелікоптери з двома тримальними співвісними гвинтами протилежного обертання, без кермового гвинта (Ка-25, Ка-27, Ка-50). Для таких машин застосовується термін «співвісний тримальний гвинт», при цьому розрізняють «верхній» та «нижній» гвинт.
Залежно від положення головного гвинта в потоці повітря, розрізняють два основних режими роботи: режим осьового обтікання, коли вісь втулки гвинта розташована паралельно зустрічному незбуреному потоку, і режим косого обтікання, за якого потік повітря набігає на тримальний гвинт під кутом до осі втулки.
Існує проєкт тримального гвинта, який фіксується в польоті, так званого X-Wing, що встановлюється на гелікоптер Sikorsky S-72.
Головний гвинт, вміщений в кільцевий канал, називають імпелером, така будова збільшує потужність гвинта і зменшує шум, однак у цьому разі, збільшується вага тримальної конструкції.
Наявні також проєкти головного гвинта з дисковим крилом, наприклад «Discrotor» фірми Boeing або гелікоптер Еллехамера. В проєкті «Discrotor» лопаті тримального гвинта телескопічні, але під час польоту лопаті можуть прибиратися всередину дискового крила.

## Вібрації
Під час обертання повітряного гвинта виникають двигтіння, які можуть викликати передчасний вихід з ладу приладів, обладнання, і навіть призводити до руйнування літального апарата. До прояву вібрації відносяться такі явища, як земний резонанс, флатер і вихрове кільце.

### Земний резонанс

Зміщення центра мас гвинта, викликане поворотом лопатей у вертикальних шарнірах (1 — положення центра мас до повороту лопатей, 2 — після повороту лопатей).

Цьому явищу піддаються літальні апарати, у яких лопаті головного гвинта кріпляться до втулки за допомогою шарнірного з'єднання. Центр мас лопатей нерозкрученого гвинта знаходиться на його осі обертання. Під час обертання гвинта, лопаті можуть повертатися у власних вертикальних шарнірах, і їх спільний центр мас зміщується вбік від осі обертання, що призводить до коливань втулки гвинта в горизонтальній площині. У разі збіжності гармонік цих коливань і власних коливань гелікоптера, який стоїть на землі на пружному шасі, виникають неконтрольовані коливання гелікоптера — земний резонанс.
Земний резонанс можна придушити, ввівши демпфування як у вертикальному шарнірі, так і в амортизаційній стійці шасі гелікоптера. Сприятливіші умови для створення земного резонансу, утворюються під час пробігу гелікоптера по землі.

### Флаттер
Докладніше: Флаттер (авіація)
Флатером називають самозбуджувані коливання лопатей головного гвинта, які відбуваються за рахунок енергії повітряного потоку і призводять до швидкого наростання амплітуди махового руху. Флатер особливо небезпечний для співвісної схеми, оскільки через цей ефект, відбувається перехоплення лопатей. Для уникнення флатера в лопаті тримального гвинта, встановлюється протифлатерний вантаж, а втулку обладнують маятниковими віброгасниками. На гелікоптерах із шарнірним і пружним типом з'єднання лопатей, ознакою появи флатера під час польоту, є «розмивання» конуса головного гвинта.

### Вихрове кільце

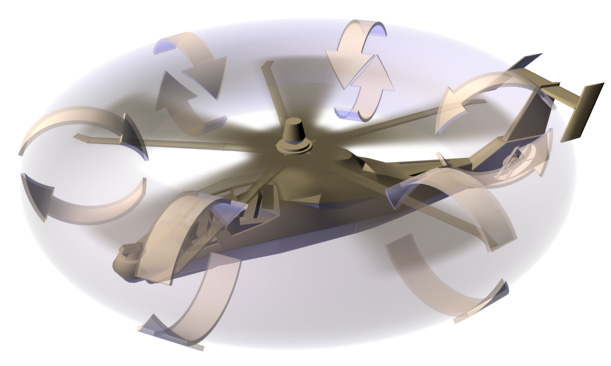
Вихрове кільце

Вихрове кільце — критичний режим польоту вертольота, який розвивається при швидкому зниженні з малою поступальною швидкістю. Відзначається різкою втратою висоти і послабленням реакції гелікоптера на переміщення органів керування. Вертоліт різко збільшує швидкість зниження; внаслідок турбулентного стану потоку у вихровому кільці виникає тряска гелікоптера, погіршується стійкість та керованість.

## Схеми кріплення лопатей
Лопаті головного гвинта кріпляться до втулки, яка вільно обертається навколо валу гелікоптера. Існують наступні основні види таких з'єднань.

### Шарнірне з'єднання

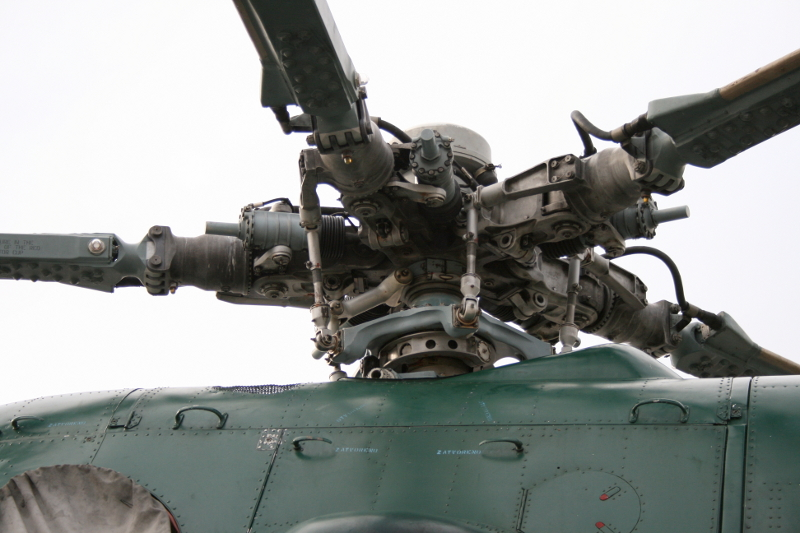
Шарнірне з'єднання на Мі-8

У разі шарнірного з'єднання, винайденого Хуаном де Ла С'єрва, лопаті кріпляться до корпусу втулки послідовно через осьовий, вертикальний та горизонтальний шарніри. Завдяки шарнірному зчленуванню лопатей з корпусом втулки, значно знижуються змінні напруження в елементах несного гвинта і зменшуються моменти аеродинамічних сил, які передаються від гвинта на фюзеляж гелікоптера.
Горизонтальні шарніри забезпечують можливість махового руху лопатей вгору-вниз; вертикальні дозволяють лопатям здійснювати коливання в площині обертання, які виникають під дією змінних сил лобового опору і сил Коріоліса, які з'являються при коливаннях лопаті відносно горизонтального шарніра; осьові шарніри призначені для зміни кутів установки лопатей.
Під час польоту на гелікоптерах із шарнірним з'єднанням можна побачити, що лопаті у повітрі окреслюють не коло, а фігуру у вигляді вирви або конуса.

### Пружне (безшарнірне) з'єднання

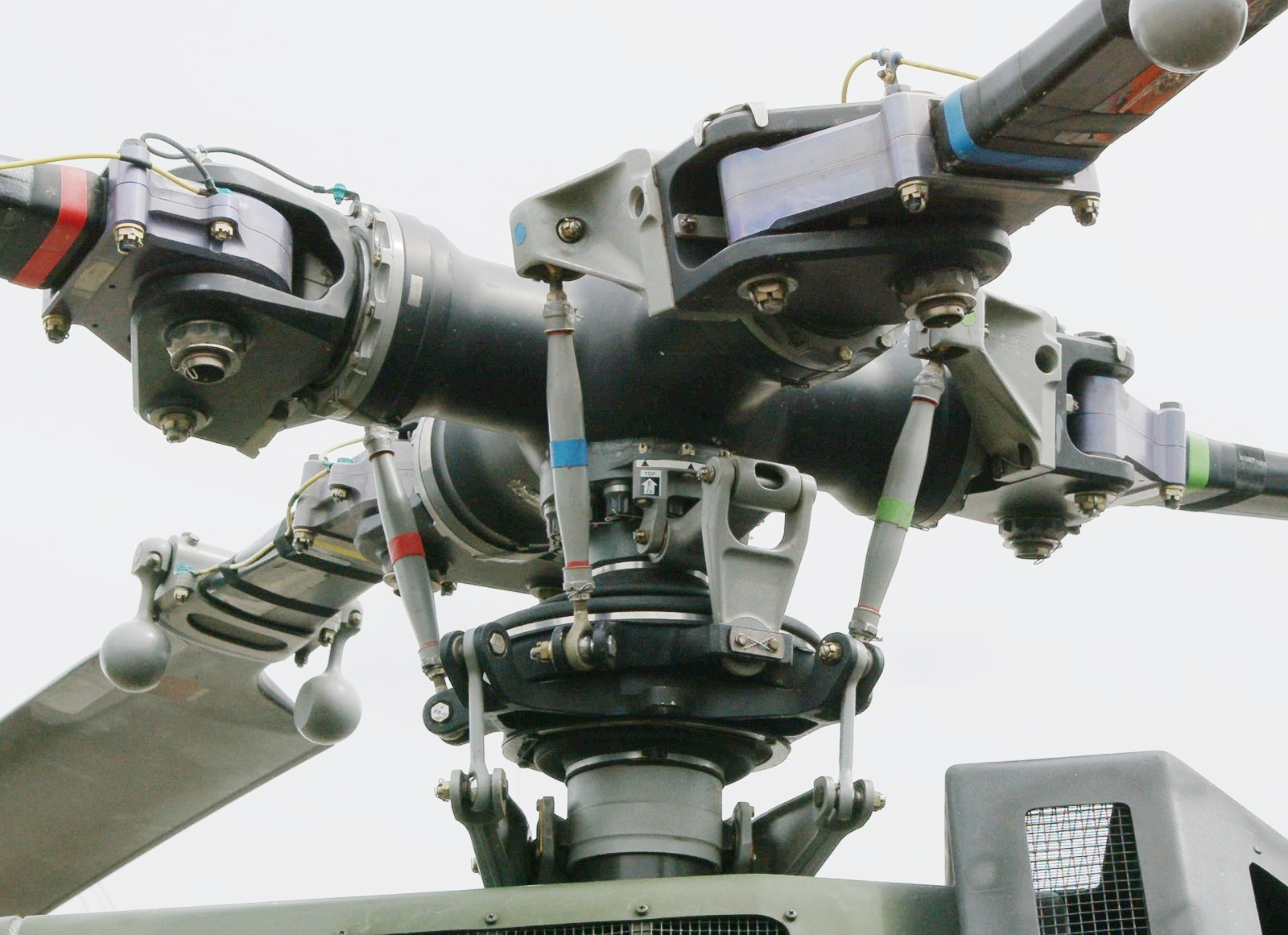
Пружне з'єднання на MBB Bo 105

Роль вертикального s горизонтального шарніру при такому з'єднанні відіграє пружний елемент, що виготовляється із композитних матеріалів, або торсіон. Це дозволяє порівняно з шарнірним з'єднанням, зменшити кількість деталей та трудомісткість обслуговування, усунути потребу змащування і збільшити ресурс головного гвинта у 3–10 разів. На тримальному гвинті з таким з'єднанням, може бути значно підвищена ефективність керування порівняно з шарнірним, що сприяє збільшенню маневровості гелікоптера, до того ж послаблюється явище «земного резонансу».

### Напівжорстке з'єднання

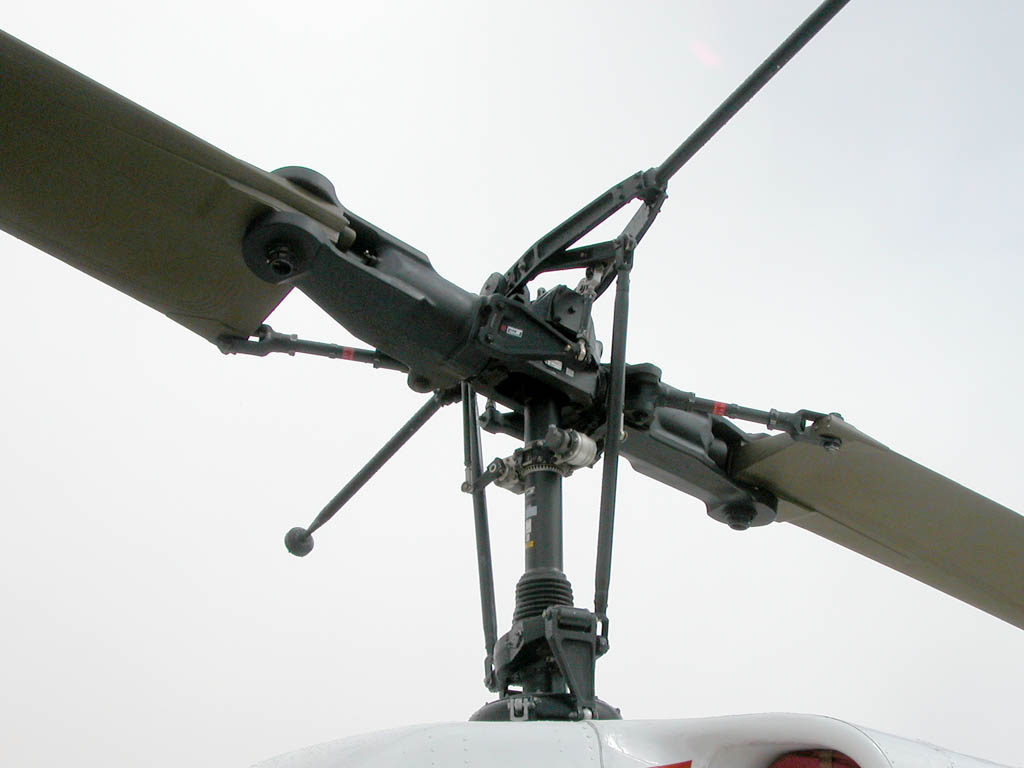
Напівжорстке з'єднання лопатей гелікоптера фірми Bell

За такої схеми, дві лопаті гвинта жорстко кріпляться до центральної втулки за подобою гойдалок (коромисла): коли одна лопать здійснює маховий рух вгору, інша здійснює симетричний рух донизу. Льотчик, змінюючи положення ручки керування гелікоптером, тим самим змінює положення всієї площини обертання головного гвинта. Гелікоптер з напівжорсткою втулкою тримального гвинта, має хороші характеристики керованості.
Важливою перевагою такої схеми, є її простота (відсутність високонавантажених вальниць у шарнірах, демпферів та відцентрових обмежувачів схилу лопатей), полегшуючи і роблячи дешевшим виготовлення гвинта і обслуговування його в експлуатації. Гелікоптери з напівжорсткою схемою серійно виробляють фірми Bell і Robinson.

### Жорстке з'єднання
Лопаті гвинта жорстко кріпляться до втулки, встановленої на приводному валу, з використанням лише осьового шарніру. Така схема є найпростішою, але водночас, найбільше піддається руйнівним двигтінням. До того ж така схема має підвищену масу порівняно з шарнірним з'єднанням.
Варто відзначити, що змінні навантаження на лопаті несного гвинта в цьому випадку, можуть бути зменшені завдяки гнучкості самих лопатей. Жорстке з'єднання застосовується в повітряних гвинтах літаків і до винайдення Хуаном де Ла С'єрва шарнірного з'єднання, застосовувалось на всіх дослідних гелікоптерах початку 20-го століття.
В наш час (XXI століття) таке з'єднання можна знайти в головних гвинтах гелікоптера Sikorsky X2.

## Динаміка тримального гвинта в польоті

Схема зон несного гвинта під час польоту (рос.) Зліва направо: Напрямок обертання основного гвинта; Напрямок руху гелікоптера; Зона хвильової кризи; Зона зриву потоку; Реактивний момент; Тяга кермового гвинта.

Під час поступального руху гелікоптера в горизонтальній площині, головний гвинт обтікає набіжний повітряний потік. У разі його обертання за годинниковою стрілкою лопать, яка знаходиться зліва за напрямком польоту, рухається назустріч повітряному потоку (наступальна лопать), а та, яка знаходиться справа — попутно йому (відступальна лопать). Відповідно, швидкість наступальної лопаті відносно зустрічного повітря вища, ніж швидкість відступальної, і максимальна на азимуті 90°. Оскільки опір повітря і підіймальна сила пропорційна до швидкості, наступальна лопать створює більшу підіймальну силу і зазнає більшого опору.
Лінійна швидкість пропорційна до відстані від осі обертання і, відповідно, найбільша на кінцях лопатей. За певних значень кутової швидкості обертання гвинта, лінійна швидкість кінцевих ділянок наступальної лопаті наближується до швидкості звуку, внаслідок чого на цих ділянках розвивається хвильова криза. Навпаки, швидкість низки ділянок відступальної лопаті відносно повітря настільки мала, що на них відбувається зрив потоку, а ділянки, розташовані ще ближче до втулки, потрапляють до зони оберненого обтікання (профіль лопаті оточується повітрям з гострої частини, що створює обернену підіймальну силу).
Лопаті головного тримального гвинта, які потрапляють в зони зриву потоку і хвильової кризи, піддаються збільшеним вібраціям і різким зниженням підіймальної сили. Протидіяти зриву потоку можна збільшенням кутової швидкості обертання гвинта, однак у цьому разі, збільшується зона хвильової кризи. Негативний вплив зони хвильової кризи можна зменшити, застосувавши спеціальні закінцювання лопатей гвинта — наприклад, стрілоподібні кінцеві крильця.
Оскільки наступальні лопаті створюють більшу підіймальну силу за відступальні, для збереження балансу підіймальних сил різних ділянок тримального гвинта, існує механізм врівноваження. Механізм ґрунтується на застосуванні горизонтального шарніру і осьового шарніру, жорстко з'єднаного з автоматом перекосу.
Під час польоту лопать знаходиться під кутом до обтічного повітряного потоку, опір повітря, що виникає при цьому, призводить до помаху лопаті вгору. Оскільки осьовий шарнір з'єднано з автоматом перекосу, то у разі помаху лопаті вгору, відбувається її поворот в бік зменшення кута між лопаттю і повітряним потоком. Зменшення цього кута призводить до зменшення підіймальної сили лопаті.
І навпаки, коли зменшується швидкість обтічного повітряного потоку, лопать опускається вниз, збільшується кут установки лопаті, зростає підіймальна сила.

## Компонування
Класичне компонування гелікоптера — один носійний гвинт та кермовий гвинт або фенестрон. Також існують більш рідкісні різновиди:
- NOTAR: один носійний гвинт, але відсутній кермовий, стабілізація відбувається за допомогою реактивного струменя.
- Співвісна схема: два гвинти знаходяться один над одним та обертаються у протилежних напрямках.
- Поздовжня (тандемна) схема: два гвинти розташовані за поздовжньою віссю літального апарата.
- Поперечна схема: гвинти розташовані по два боки від по поздовжньої вісі.
- Перехресна схема (синхрокоптер): гвинти розташовані під невеликим кутом один до одного, так, що їх площини перетинаються.

## Галерея

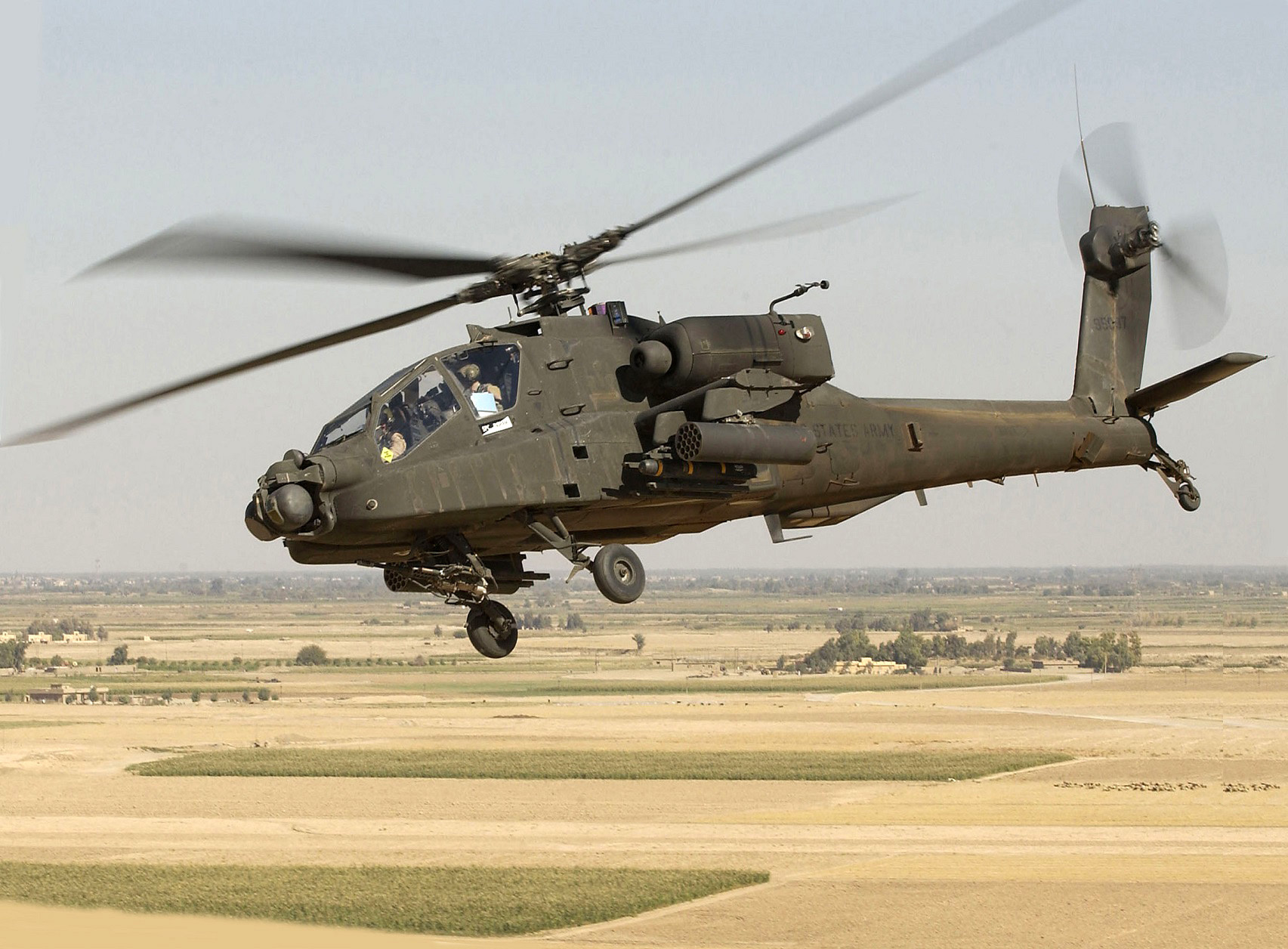
AH-64 Apache з класичним компонуванням з кермовим гвинтом
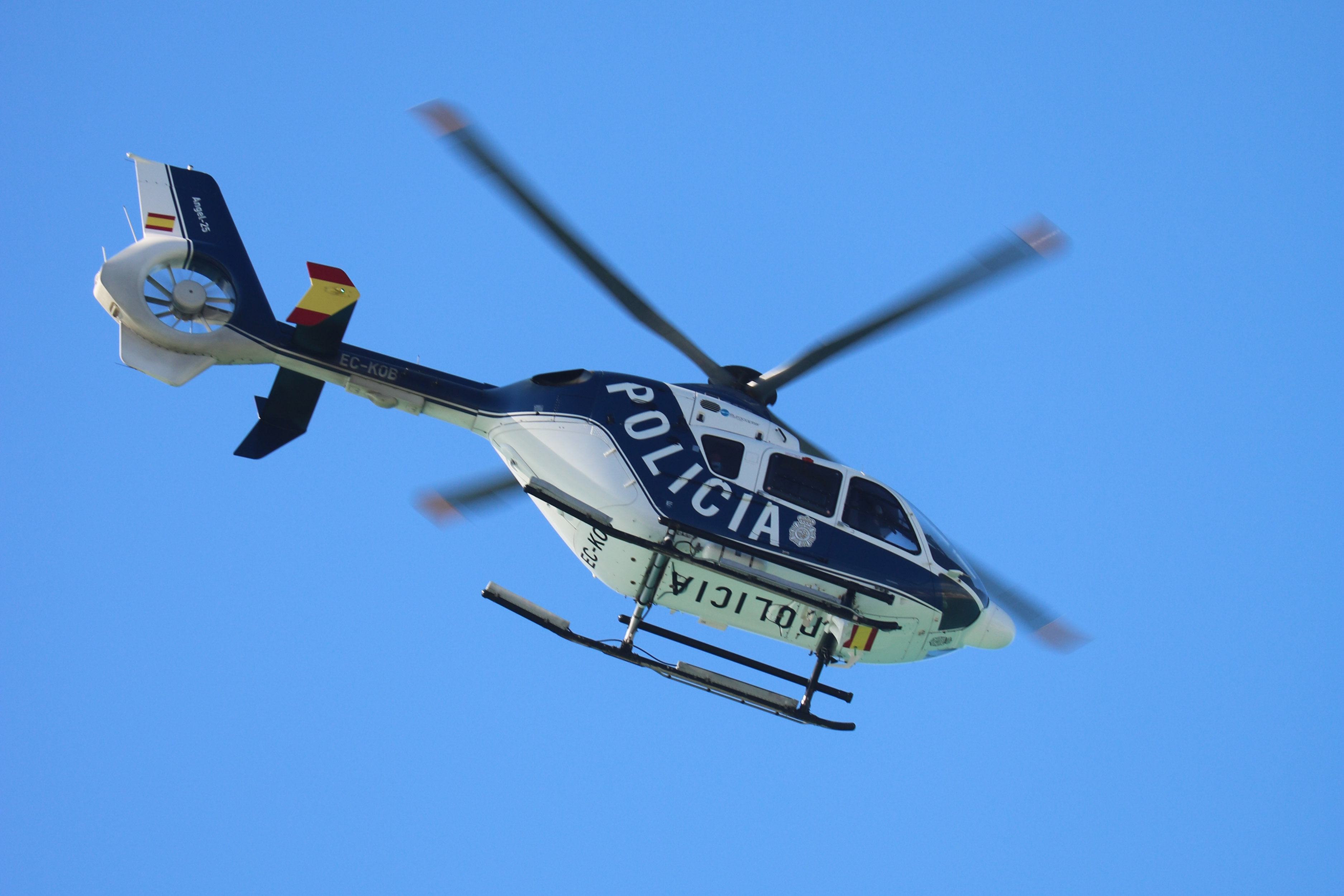
Eurocopter EC135 з класичним компонуванням з фенестроном
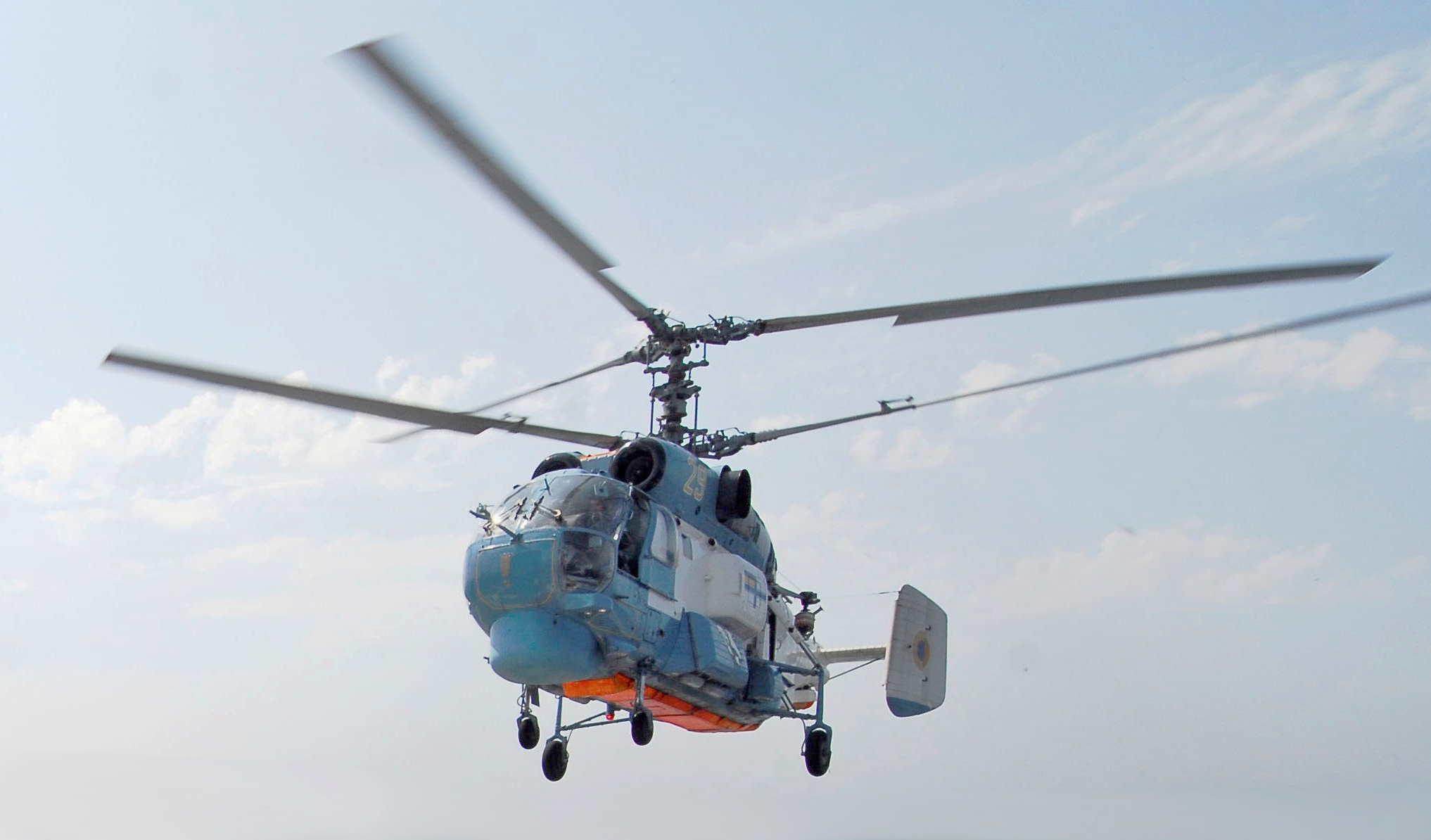
Ка-27ПС зі співвісним компонуванням гвинтів
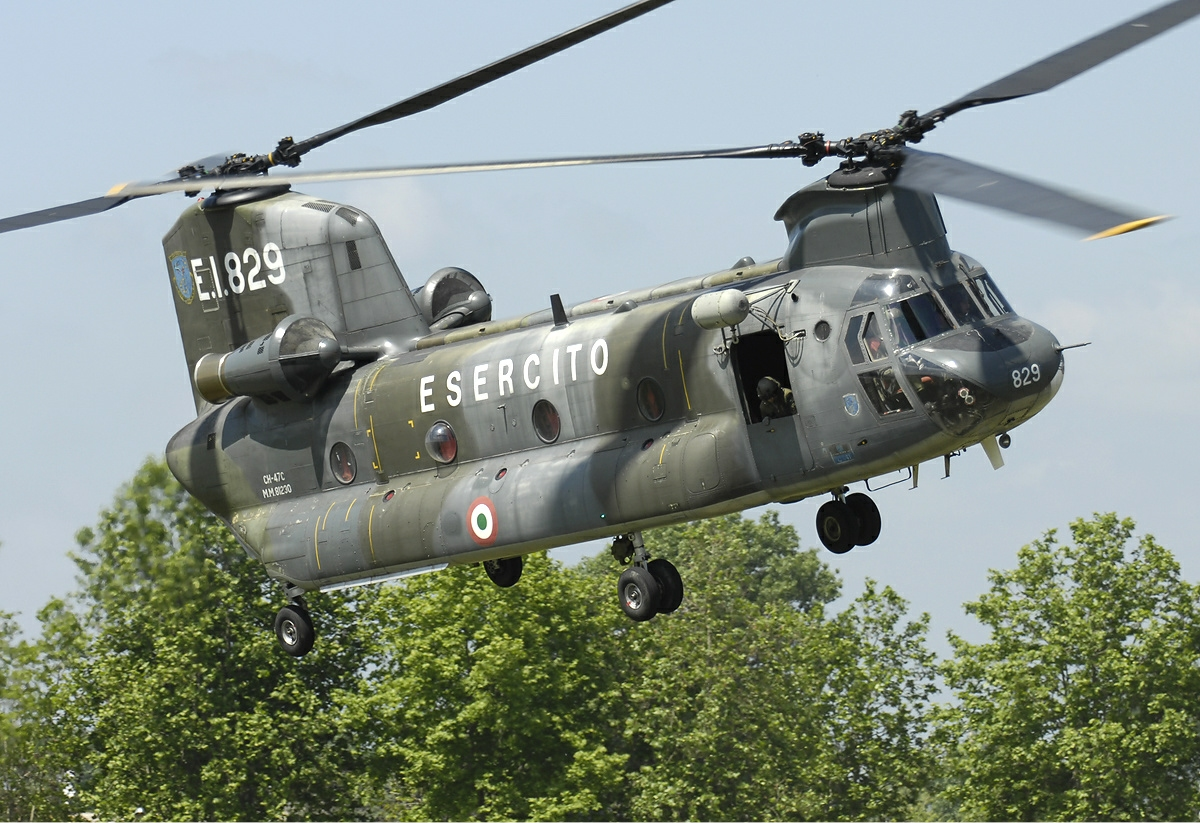
CH-47 Chinook з поздовжнім компонуванням гвинтів
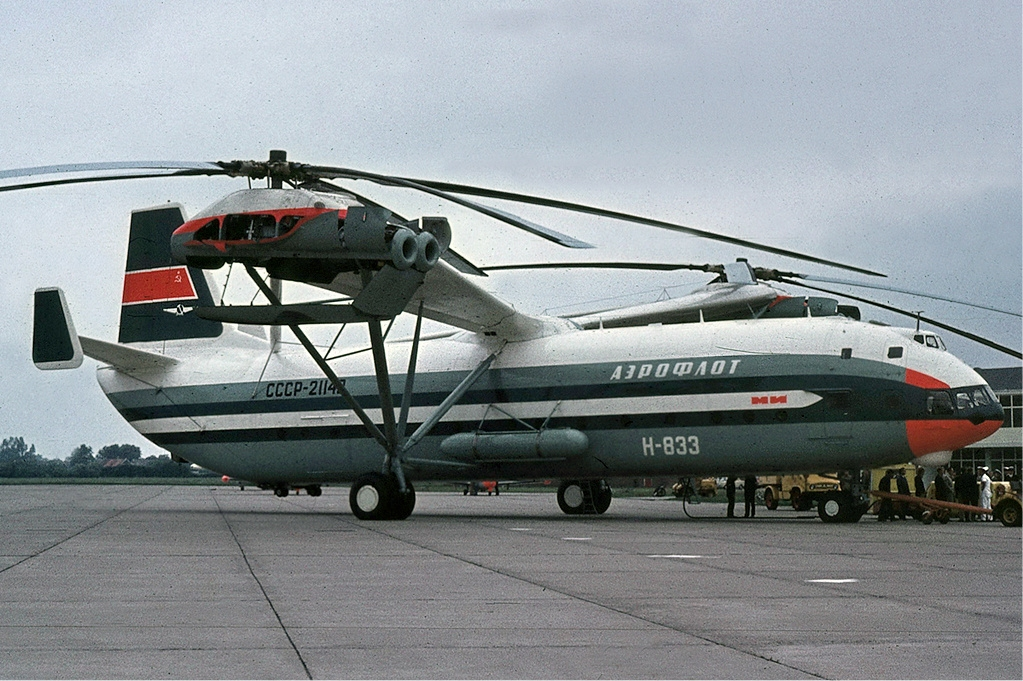
Мі-12 з поперечним компонуванням гвинтів
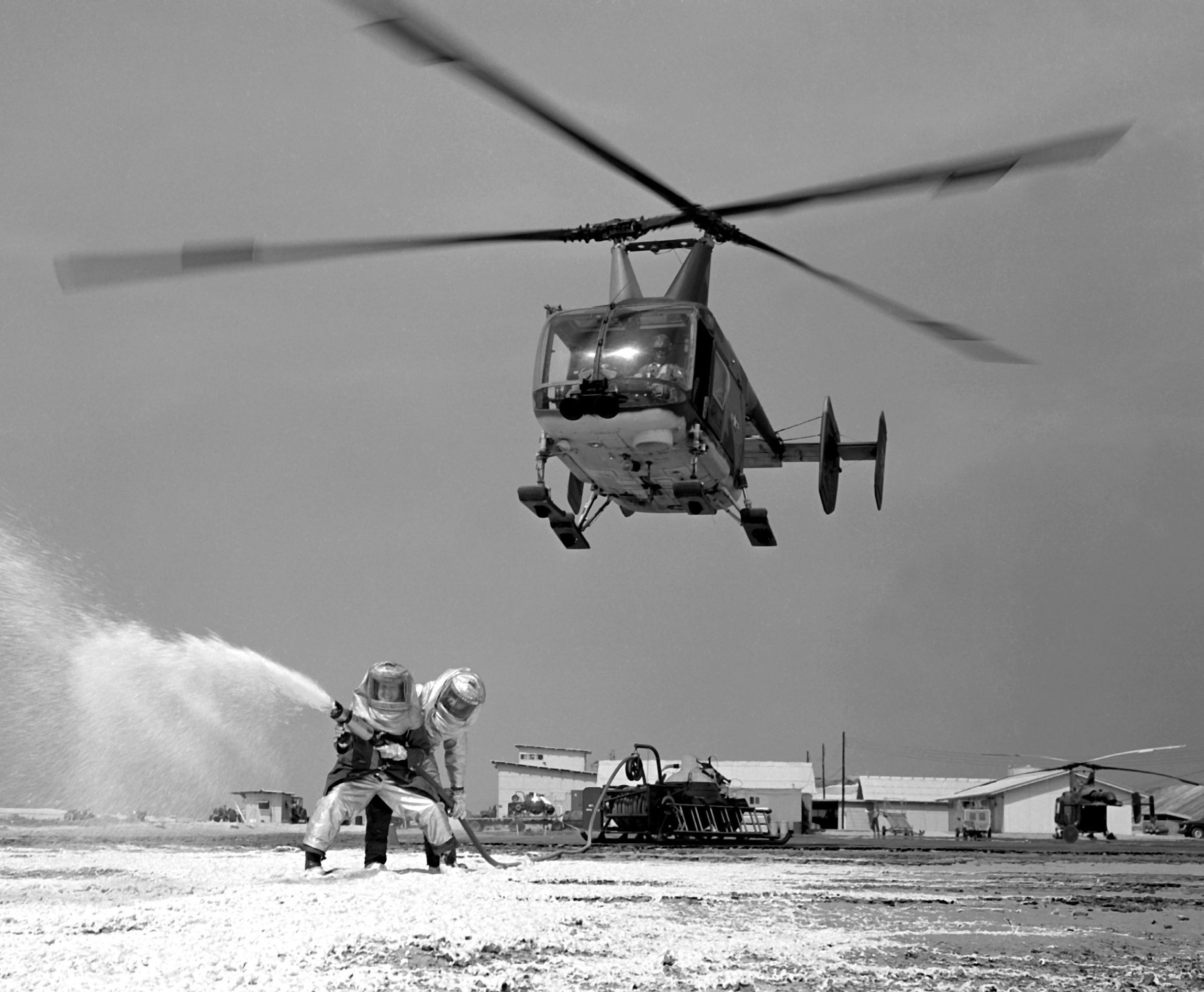
HH-43 Huskie[en] з перехресним компонуванням гвинтів
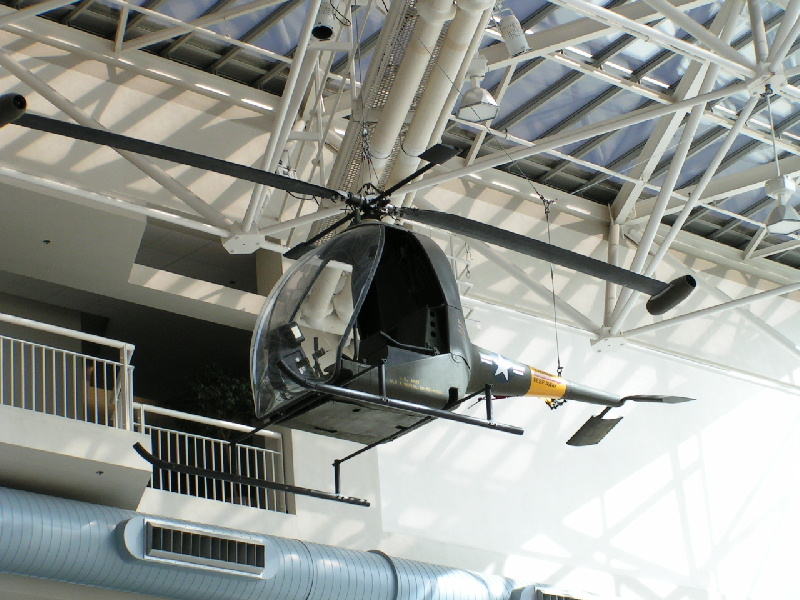
YH-32 Hornet з tip jet[en] (реактивні сопла на кінцях лопатей)
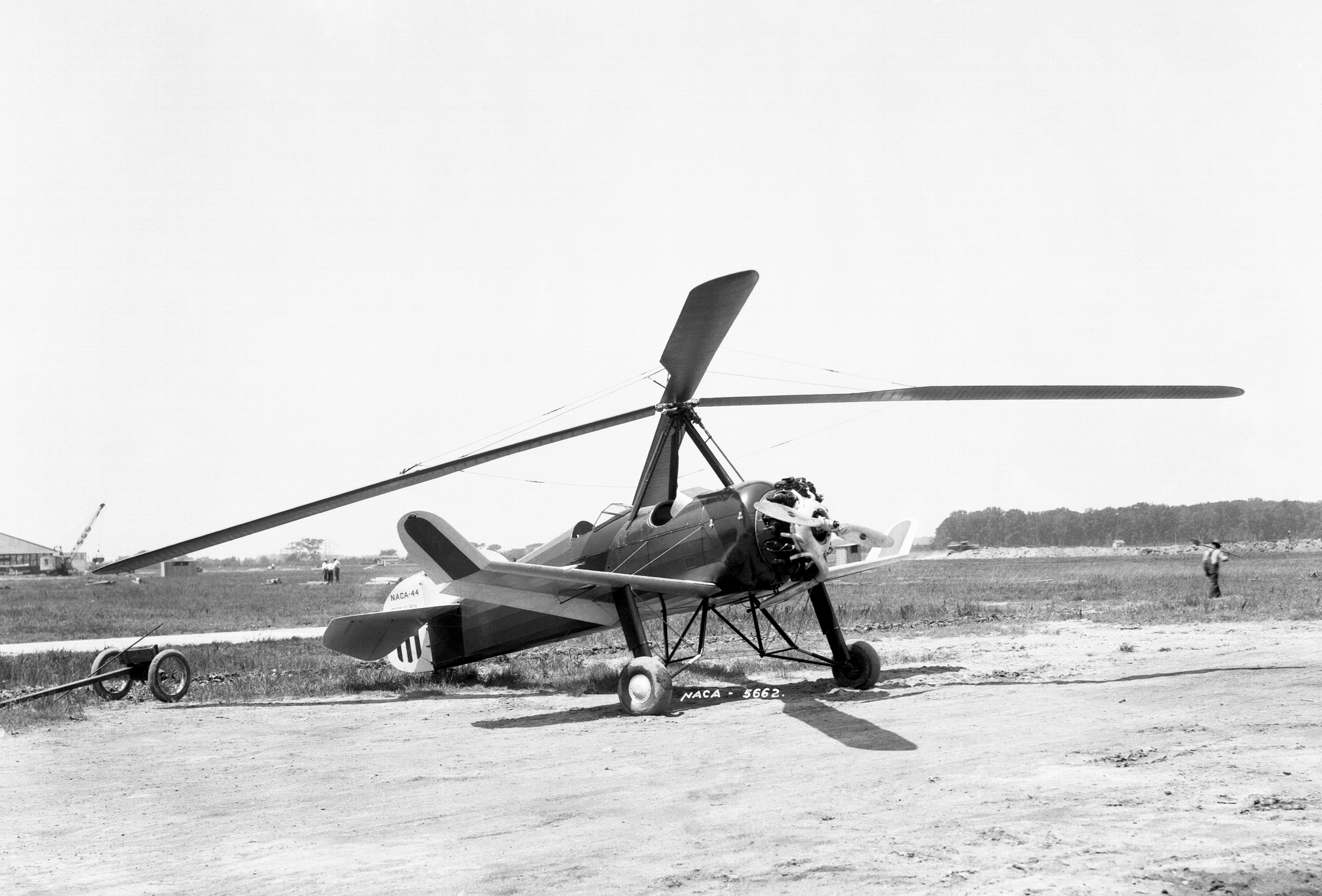
Автожир Pitcairn PCA-2[en] з носійним гвинтом без приводу від двигуна
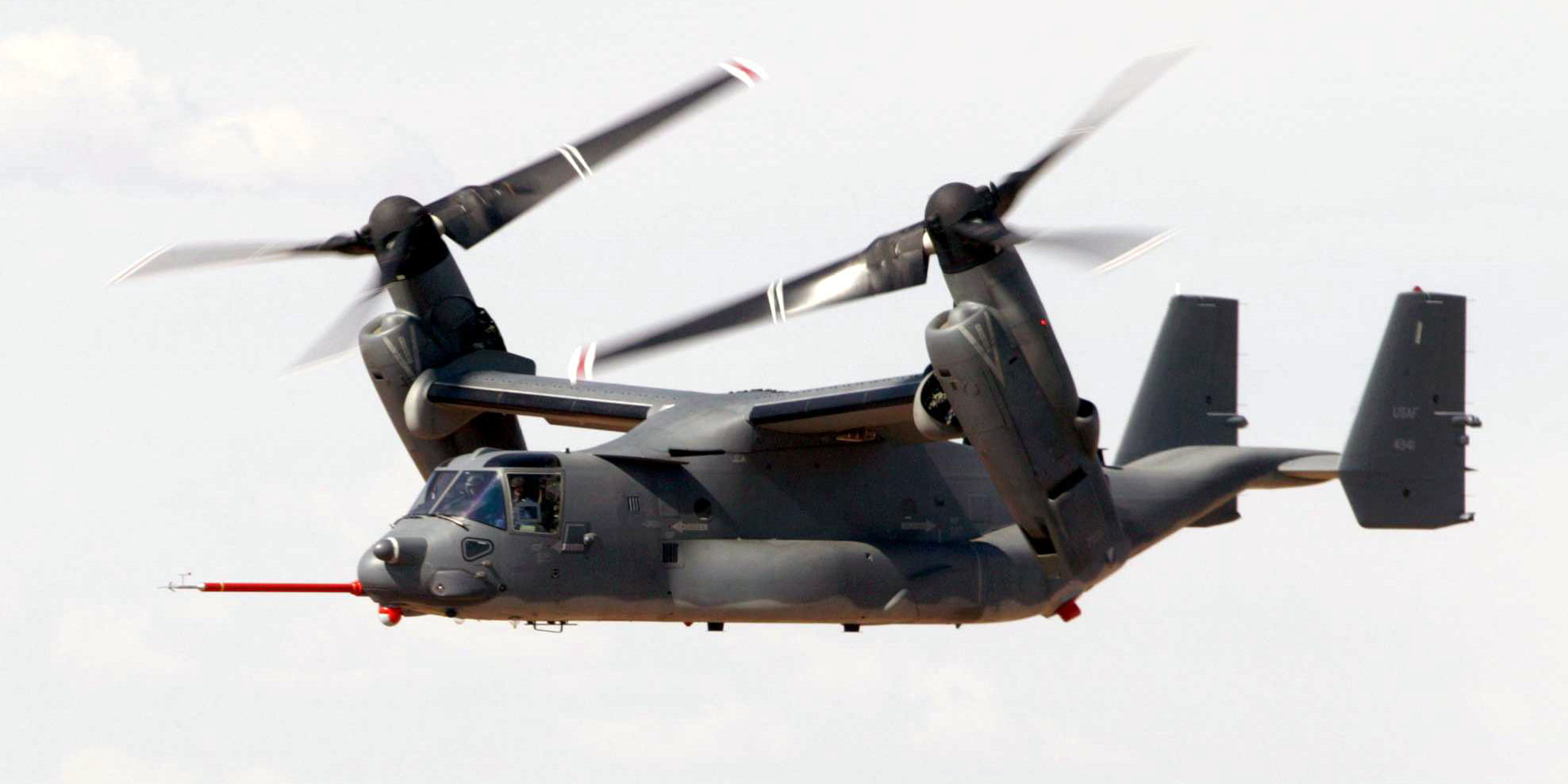
Конвертоплан V-22 Osprey з гвинтами, що можуть повертатись
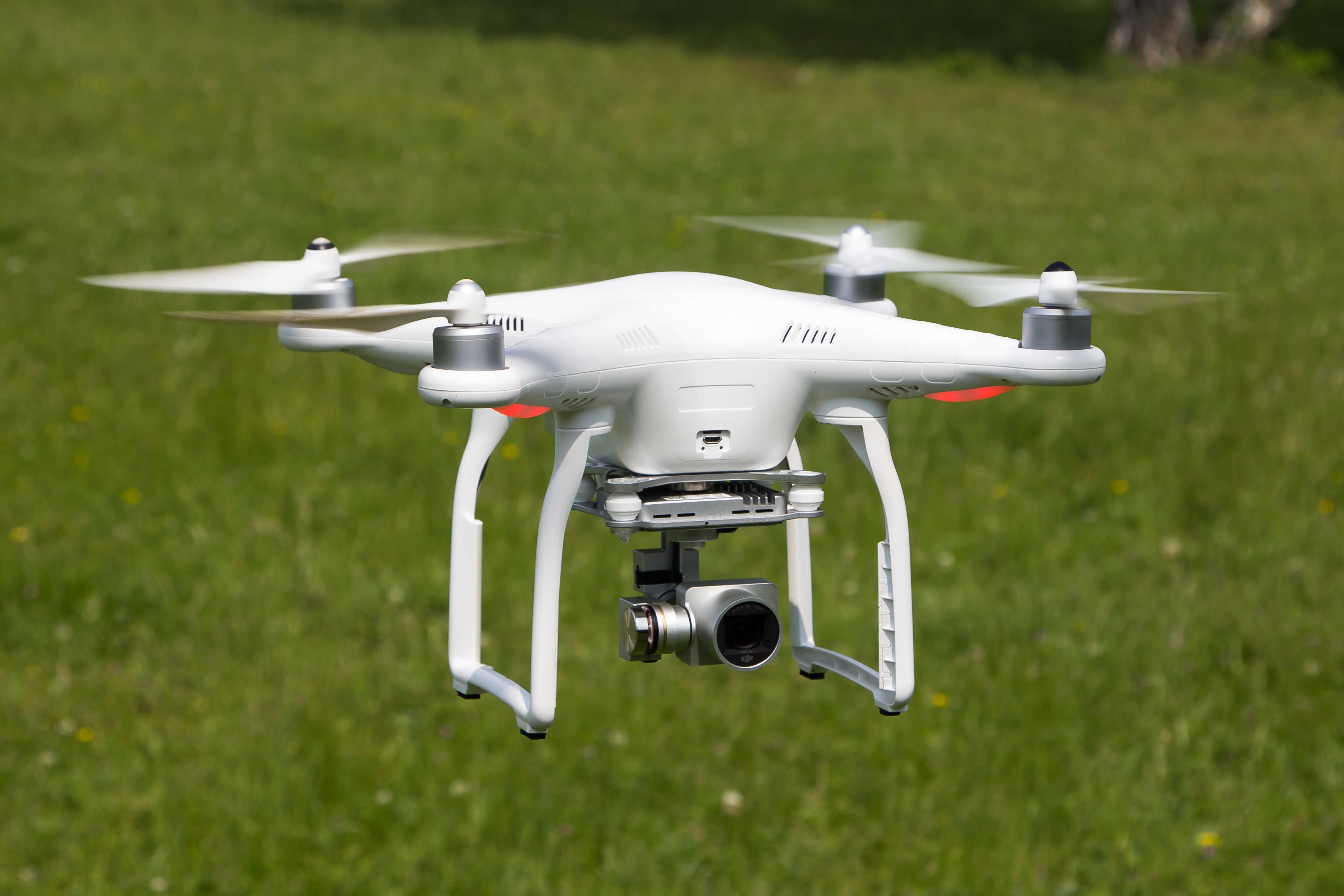
Квадрокоптер DJI Phantom